# Pinchbeck (Lincolnshire)
Pour les articles homonymes, voir Pinchbeck.
Pinchbeck est un village du Lincolnshire, en Angleterre, à 2 miles (3,2 km) au nord de Spalding. La population comptait 6 011 habitants en 2021.

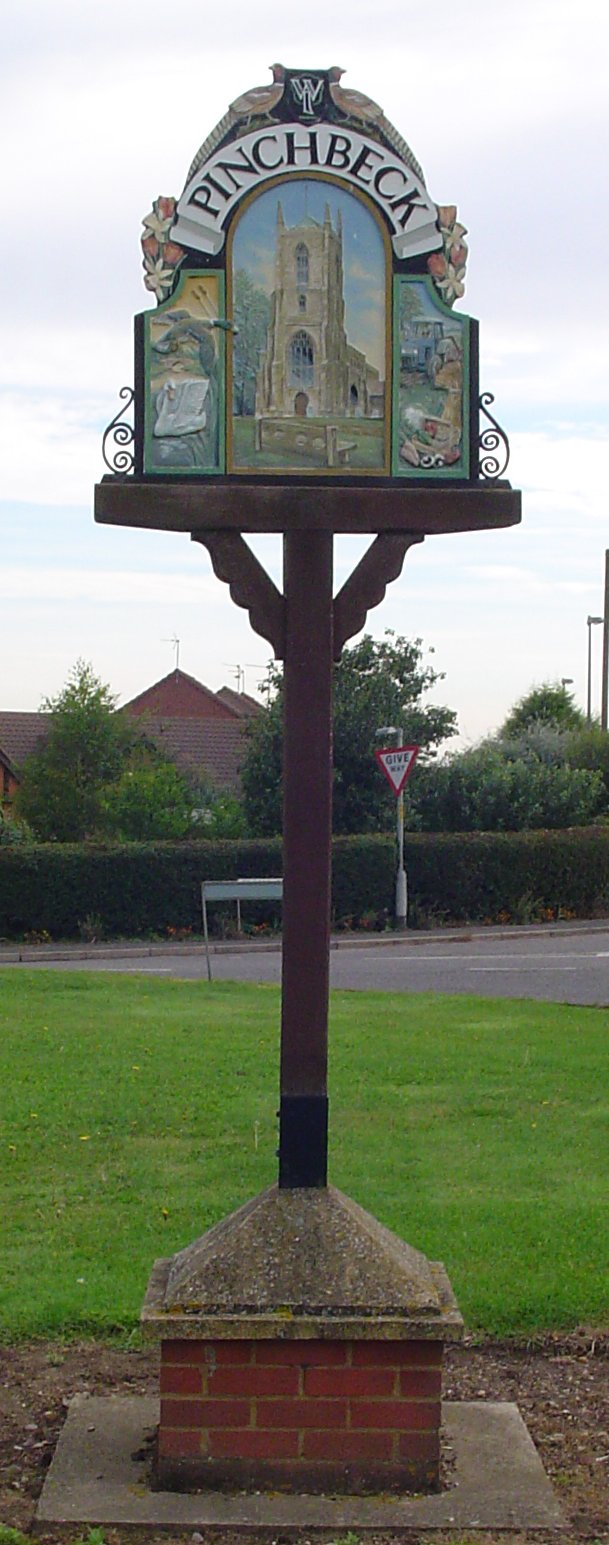
Panneau à Pinchbeck.

Une famille longtemps associée à la région a pris son nom du village. L'un de ses membres était Christopher Pinchbeck, un horloger ayant inventé l'alliage Pinchbeck (en), autrefois utilisé pour imiter l'or dans les bijoux bon marché.
L'église anglicane du village est dédiée à Sainte Marie et a été édifiée il y plus de 1 000 ans. Elle possède une large nef avec des arcs du milieu du XIe siècle et un toit à une seule « poutre marteau » du XVe siècle soutenu par de grands anges dorés portant les écussons héraldiques de la famille Pinchbeck. Le chœur est l'œuvre du restaurateur Herbert Butterfield.